# Naši v Paříži
Naši v Paříži je československý dokumentární film z roku 1967, který režíroval Zdeněk Kopáč. Film zachycuje třítýdenní vystoupení československých umělců v pařížské Olympii, které mělo premiéru dne 11. července 1967. Program zorganizoval provozovatel Olympie Bruno Coquatrix. Na scéně vystoupili zpěváci Hana Hegerová, Waldemar Matuška a Yvonne Přenosilová, Československý státní soubor písní a tanců, s černým divadlem Jiří Srnec, Ema Srncová a Eva Schoberová a další umělci. Film rovněž zachycuje, jak umělci tráví volný čas v Paříži – dirigenti Josef Vobruba,  Václav Hybš u bukinistů, herečka Jaroslava Panýrková na ptačím trhu, Waldemar Matuška s Yvonne Přenosilovou v Tuileries, Waldemar Matuška na lodi na Seině, Hana Hegerová na Montmartru na Place du Tertre aj.